# جون جنكينز (عازف جاز)
جون جنكينز (بالإنجليزية: John Jenkins)‏ هو عازف جاز أمريكي، ولد في 3 يناير 1931 في شيكاغو في الولايات المتحدة، وتوفي في 12 يوليو 1993.

## وصلات خارجية
- جون جنكينز على موقع ميوزك برينز (الإنجليزية)
- جون جنكينز على موقع أول ميوزيك (الإنجليزية)
- جون جنكينز على موقع ديسكوغز (الإنجليزية)